# Jinan
 Jinan  è una città della Cina, capitale della provincia di Shandong. La sua prefettura si estende su una superficie di 10,244 km² e possiede una popolazione (al 2018) di 7.460.400 abitanti. 
L'area dell'odierna Jinan ha svolto un ruolo importante nella storia della regione, dagli albori della civiltà ad oggi si è trasformata in un grande centro amministrativo ed economico. La città si trova nella parte nord-occidentale dello Shandong, circa 400 chilometri a sud della capitale nazionale Pechino.

## Storia
Jinan ha origini antichissime; a 30 km a est, nel Distretto Zhangqiu, c'è Longshan, dove gli archeologi hanno portato alla luce ceramiche neolitiche sottilissime di colore nero risalenti a 4000 anni fa. La città si è sviluppata in epoca Zhou (XII e il III secolo a.C.), sotto i Tang (唐朝 618-907) fu un attivo centro di commerci (VII-X secolo).
Durante la Dinastia Song (X-XIII secolo) vi si sono stabiliti commercianti musulmani che, fusisi con la popolazione cinese, hanno dato origine a una numerosa minoranza etnica, gli hui.
Marco Polo la visitò in epoca Yuan (1279-1368) durante un periodo in cui la città fu particolarmente fiorente, perché vi ferveva la costruzione dell'appendice settentrionale del Gran Canale Imperiale. Ne parla nel suo Milione lodando la seta che vi si commerciava e i giardini che l'abbellivano.
(Marco Polo, Il Milione, cap. 134. Traduzione italiana di Maria Bellonci)
Nel XV secolo i Ming (1368-1644) cinsero Jinan con un'imponente cerchia di mura abbattute nel 1949 per favorire la circolazione nella città industriale che si era sviluppata dopo il 1904 con la costruzione della ferrovia Qingdao-Jinan.

## Geografia antropica

### Suddivisioni amministrative
- Distretto di Shizhong
- Distretto di Lixia
- Distretto di Tianqiao
- Distretto di Huaiyin
- Distretto di Licheng
- Distretto di Changqing
- Distretto di Zhangqiu
- Distretto di Jiyang
- Contea di Pingyin
- Contea di Shanghe

## Amministrazione

### Gemellaggi
- Port Moresby

## Sport

### Calcio
- Shandong Luneng